# Карнак Андрій Миколайович
Карнак Андрій Миколайович (11.06.1968, м. Василівка Запорізька обл. —18.12.2020, м. Київ) — композитор, музикознавець, педагог, музичний діяч. Кандидат мистецтвознавства (2000), доцент (2001).
Лауреат конкурсів «Молода Україна — Прокоф'єву» (Донецьк, 1993, 2-а премія), «Gradus ad Parnassum» (Київ, 1994, 2-а премія). Член
НСКУ.
Закінчив Донецьку консерваторію (1995, клас композиції С. Мамонова), аспірантуру при НМАУ (науковий керівник І. Котляревський, 1998). В 1995—96 — викладач комп'ютерної грамоти КДАМ, 1998—2002, з 2003 — директор видавничого дому «Мета-Арт», провів фестиваль сучасної музики «Мета-Арт—97». Від 2000 — викладач кафедри звукорежисури КНУКіМ, 2002—03 — завідувач кафедри звукорежисури ДАККіМ.
Помер через відрив тромбу на тлі коронавірусної інфекції.

## Твори
- для симфонічного оркестру:
«The (Family) poem» (1994).
- камерно-інструментальні твори:
квінтет «Автограф» (1992—2002);
тріо «SATory» (1996);
«Satory II» (1997);
Реквієм для 7-й виконавців у 2-х ч. (1995);
п'єси для туби й фп., для фп., для фаґота.
- вокальні твори:
цикл «Ноктюрни з вікна» (сл. Ф. Ґ. Лорки (2003).
- Твори із застосуванням електроніки:
«Internominis» для 2-х виконавців, підсиленого фп. і магнітної плівки (1995);
«Libro» (1998—2003) для віртуального оркестру;
«Crazystance» (2002—03) для віртуального оркестру.
- кандидатська дисертація «Традиції експерименту в американській музиці XX століття» (К., 2000).

## Дискографія
- iKar Project — Dreaming Angels (2013)[2]